# Hedysarum splendens
Hedysarum splendens är en ärtväxtart som beskrevs av Dc. Hedysarum splendens ingår i släktet buskväpplingar, och familjen ärtväxter. Inga underarter finns listade i Catalogue of Life.